# Taniec integracyjny

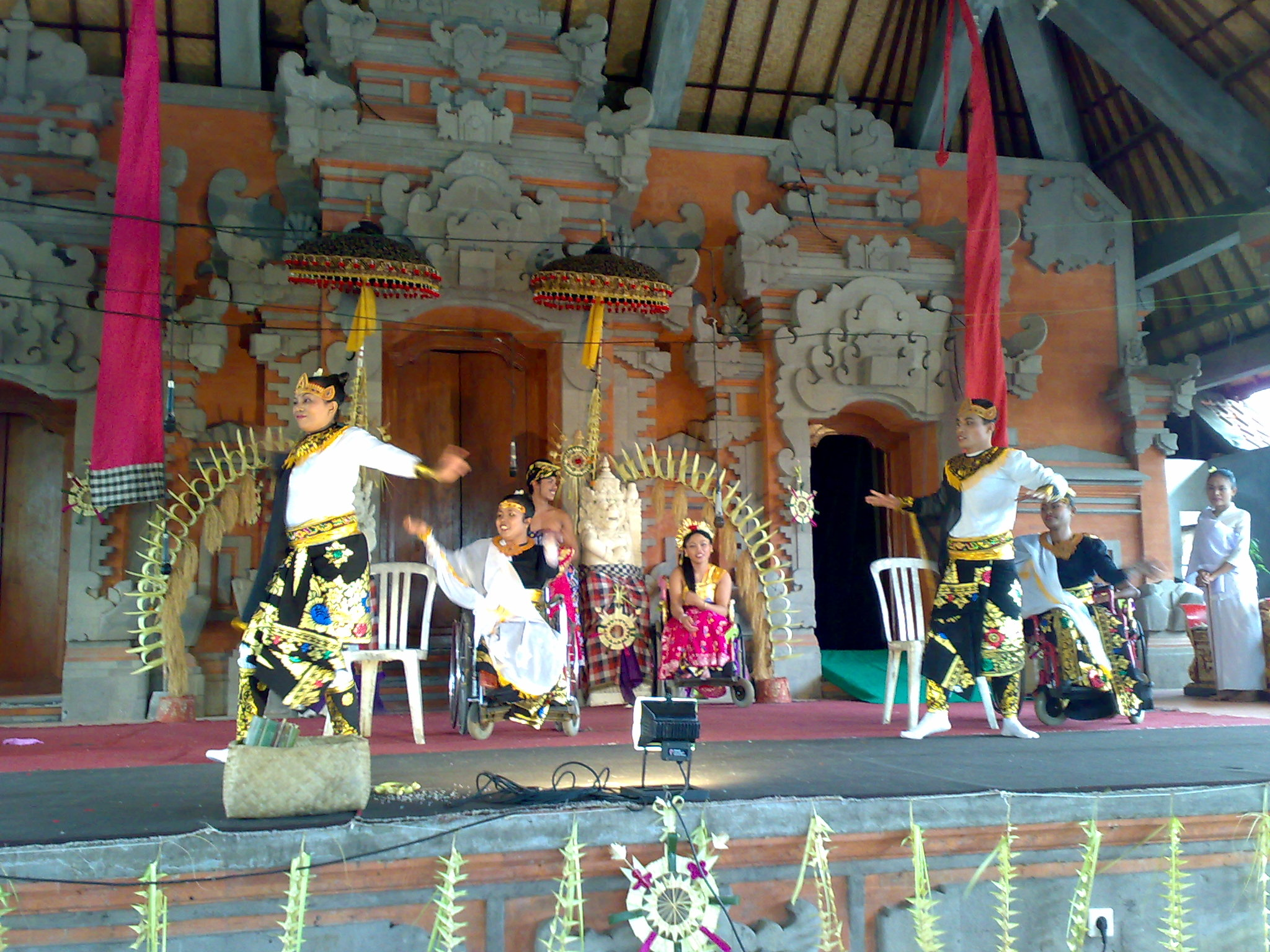
Taniec dla wózka inwalidzkiego

Taniec integracyjny – taniec, w którym (przynajmniej) jeden z partnerów jest na wózku dla niepełnosprawnych.
Tańce w klasie standard to walc, tango, walc wiedeński, fokstrot, oraz quickstep. Natomiast klasa tańców latynoamerykańskich to: samba, cha-cha-cha, rumba, paso doble oraz jive.

## Zawody

### Klasy
Nie ma dużych różnic między turniejami dla sprawnych a niepełnosprawnych. Turnieje rozgrywa się w różnych stylach tanecznych (np. w tańcach latynoamerykańskich) z tym, że zawodnicy podzieleni są na klasy. 

Osoby na wózkach są w 1 klasie kiedy 
- osoba na wózku ma ograniczoną ruchliwość górnej części ciała i w drugiej klasie kiedy
- osoba na wózku ma w pełni sprawną górną część ciała.

Jest też podział ze względu na partnera:
- combi - jedna osoba tańczy na wózku a jedna jest sprawna,
- duo - dwie osoby tańczą na wózkach. Jest też podział ze względu na zaawansowanie. Klasa promotion to  początkujący i top to zaawansowani.

### Międzynarodowe zawody
Zawodnicy są zrzeszeni w federacji World DanceSport Federation, ale tańce nie są częścią paraolimpiady.
Pierwsze międzynarodowe zawody odbyły się w 1977 w Szwecji, a pierwsze mistrzostwa świata w tańcach na wózkach odbyły się w 1998 w Japonii.

#### Mistrzostwa Europy
| 1991 | Monachium     | Niemcy   |
| 1993 | Oslo          | Norwegia |
| 1995 | Duisburg      | Niemcy   |
| 1997 | Härnösand     | Szwecja  |
| 1999 | Ateny         | Grecja   |
| 2001 | Papendahl     | Holandia |
| 2003 | Mińsk         | Białoruś |
| 2005 | ...           | ?        |
| 2007 | Warszawa      | Polska   |
| 2009 | Tel Awiw-Jafa | Izrael   |

#### Mistrzostwa świata
| 1998 | Tokio     | Japan    |
| 2000 | Oslo      | Norwegia |
| 2002 | Warszawa  | Polska   |
| 2004 | Tokio     | Japan    |
| 2006 | Papendahl | Holandia |
| 2008 | Mińsk     | Białoruś |
| 2010 | Hanower   | Niemcy   |